# Astaena clypealis
Astaena clypealis är en skalbaggsart som beskrevs av Moser 1921. Astaena clypealis ingår i släktet Astaena och familjen Melolonthidae. Inga underarter finns listade.